# 阿尔比恩 (密歇根州)
阿爾比恩（英語：Albion）是美國密歇根州下半島中南部地區的一座城市，位于卡爾霍恩縣境内。2010年人口普查時人口為8,616，屬於战斗溪都會統計區。
最早的說英語的定居者也將此地區稱為河叉（the forks），因為它位於卡拉馬祖河南北支流的交匯處。在20世紀初，移民從包括現在的立陶宛和俄羅斯在內的多個東歐國家來到阿爾比恩。今年来多有西班牙裔或拉丁裔移民來自墨西哥和中美洲。自1967年以來，每年都會舉辦福克斯節，以慶祝阿爾比恩的多元化民族傳統。
自19世紀以來，這裡建立了幾家主要的製造商，阿爾比恩以工廠而聞名。隨著幾家製造商的關閉，阿尔比恩陷入了萧条。在21世紀，阿尔比恩的正在轉變為一個大學城，其居民對技術和可持續發展問題有著濃厚的興趣。阿爾比恩學院是一所私立文理學院，學生人數約為1,250人。阿爾比恩與法國的努瓦西勒鲁瓦是姐妹城市。